# PlaceWare
PlaceWare（プレースウェア）は、1996年にゼロックスのエンジニアであるパベル・カーティス、マイク・ディクソン、デヴィッド・ニコルズによってパロアルト研究所からのスピンオフとして設立された、ウェブ会議ソフトウェアのプロバイダだった。
最初の製品であるPlaceWare Auditoriumは1997年3月に展開され、ヒューレット・パッカード、インテル、サン・マイクロシステムズ、PBSなどの企業で使用された。 
PlaceWareは2003年にマイクロソフトに買収され、その中核製品はMicrosoft Office Live Meetingに名称変更されて販売が継続された。